# Мариковський потік
Маріковський потік (Мариковський) (словац. Marikovský potok) — річка в Словаччині, права притока Вагу, протікає в окрузі Поважська Бистриця.
Довжина — 21.5 км; площа водозбору 101 км².
Витікає в масиві Яворники на висоті 790 метрів біля кордону з Чехією. Протікає селом Горна Марикова.
Впадає у водосховище Носіце на висоті 280 метрів.